# Polígono Carretera de Cártama
Polígono Carretera de Cártama es un barrio perteneciente al distrito Cruz de Humilladero de la ciudad andaluza de Málaga, España. Según la delimitación oficial del ayuntamiento, limita al norte con los barrios de Camino de Antequera y Portada Alta; al este, con los barrios de Carranque, Núcleo General Franco y Nuestra Señora del Carmen; al sur, con el barrio de San Rafael; y al oeste con Tiro de Pichón y La Barriguilla. La mitad sur del barrio que queda dividido por la Avenida Blas Infante es conocida como "Los Corazones"

## Transporte
En autobús queda conectado mediante las siguientes líneas de la EMT: 
| Línea | Trayecto                                               | Recorrido | Frecuencia                              |
| ----- | ------------------------------------------------------ | --------- | --------------------------------------- |
| 4     | Paseo del Parque - Cortijo Alto (Ciudad de Justicia)   | Recorrido | 11-12 minutos                           |
| 11    | Universidad -Alameda Principal - El Palo (P. Virginia) | Recorrido | 10 minutos (15-17 en época no lectiva)  |
| 14    | Paseo de la Farola - Teatinos                          | Recorrido | 11 minutos                              |
| 15    | La Virreina - Santa Paula                              | Recorrido | 11-12 minutos                           |
| 19    | Paseo del Parque - Campanillas                         |           |                                         |
| 22    | Avda. Molière - Universidad                            | Recorrido | 10 minutos (16-18 en época no lectiva)  |
| 25    | Paseo del Parque - Santa Rosalía (Campanillas)         | Recorrido | 13-17 minutos                           |
| 31    | Paseo del Parque - Palacio de Deportes                 | Recorrido | 18-25 minutos                           |
| N2    | Plaza de la Marina - Circular                          | Recorrido | 50-55 minutos                           |
| N4    | Alameda Principal - Puerto de la Torre                 | Recorrido | 23.30, 1.00 (Alameda) 0.15 (Pto. Torre) |